# Daniel Bogdanović
Daniel Bogdanović (Miszráta, Líbia, 1980. március 26.) (szerbül: Данијел Богдановић) szerb nemzetiségű máltai válogatott labdarúgó, a Vasas korábbi, a máltai Xewkija Tigers FC	 jelenlegi játékosa.
Líbiában született ott dolgozó szerb szülők gyermekeként. A család később Máltán is élt, Bogdanovic pedig a máltai válogatott tagja lett 22 évesen. Első mérkőzését a máltai nemzeti csapatban 2002. február 9-én játszotta Jordánia ellen. A 2000-es évek máltai válogatottjainak alapembere volt csatár poszton.

## Góljai a máltai válogatottban
| #  | Dátum             | Ellenfél   | Eredmény | Kiírás              | Esemény |
| -- | ----------------- | ---------- | -------- | ------------------- | ------- |
| 1. | 2003. február 12. | Kazahsztán | 2 – 2    | barátságos mérkőzés | 15'     |

## Klubkarrierje
20 évesen játszott először felnőtt bajnoki meccset a Sliema Wanderers FC csapatában. Egy évvel később Magyarországra szerződött a Vasas csapatába, de mindössze egyszer lépett pályára. A következő években máltai csapatoknál futballozott, minden bajnokságot másik csapat színeiben kezdve. Válogatott bemutatkozását követően 2003 tavaszán Bulgáriába szerződött az élvonalbeli Cserno More csapathához, de innen is hamar visszakerült Máltára. Az áttörést a 2006-2007-es bajnokság hozta számára, ekkor a Marsaxlokk FC színeiben 28 mérkőzésen 31 gólt szerzett, ezzel bajnok, máltai gólkirály és az év máltai labdarúgója címeket is megszerezte, és mindössze egy góllal maradt el Danilo Dončić 2002-es máltai rekordjától. Az olasz negyedosztályban töltött év után ismét a bolgár élvonalban légióskodott, a bronzérmes Lokomotiv Szófia csapatánál, de a bajnokságban csak ötödikek lettek, így 2009-ben elszerződött Angliába, ahol a másodosztályban két idény alatt több mint 70 bajnoki mérkőzésen lépett pályára. 2011 tavaszán csapatával, a Sheffield United-del kiesett a Championship-ből.